# Remember December
Remember December è un singolo della cantante statunitense Demi Lovato estratto dall'album Here We Go Again del 2009.
La canzone è stata scritta da John Fields, Demi Lovato e Anne Preven. Il brano è stato pubblicato il 18 gennaio 2010 come secondo ed ultimo singolo estratto dall'album fuori del Nord America ed è stato pubblicato dall'etichetta discografica Hollywood Records.
Remember December è in stile power pop, genere synth pop, e si discosta dal consueto pop rock della Lovato. La cantante ha descritto il suono della canzone come un esempio di quello che voleva nella sua musica futura. Il brano ha ricevuto recensioni generalmente positive da critici musicali.
Il testo descrive il tentativo di ricordare al proprio fidanzato i bei tempi della relazione. Il video conta 38 milioni di visualizzazioni.